# سر غاتش (آبجدان)
سر غاتش (بالفارسية: سرگچ) هي منطقة سكنية تقع في إيران في قسم آبجدان الريفي. يقدر عدد سكانها بـ 1,239 نسمة .